# مارلی شریور
مارلی شریور (به انگلیسی: Marley Shriver) (زادهٔ ۱۳ فوریهٔ ۱۹۳۷) شناگر اهل ایالات متحده آمریکا است.